# Bergamská botanická zahrada Lorenzo Rota

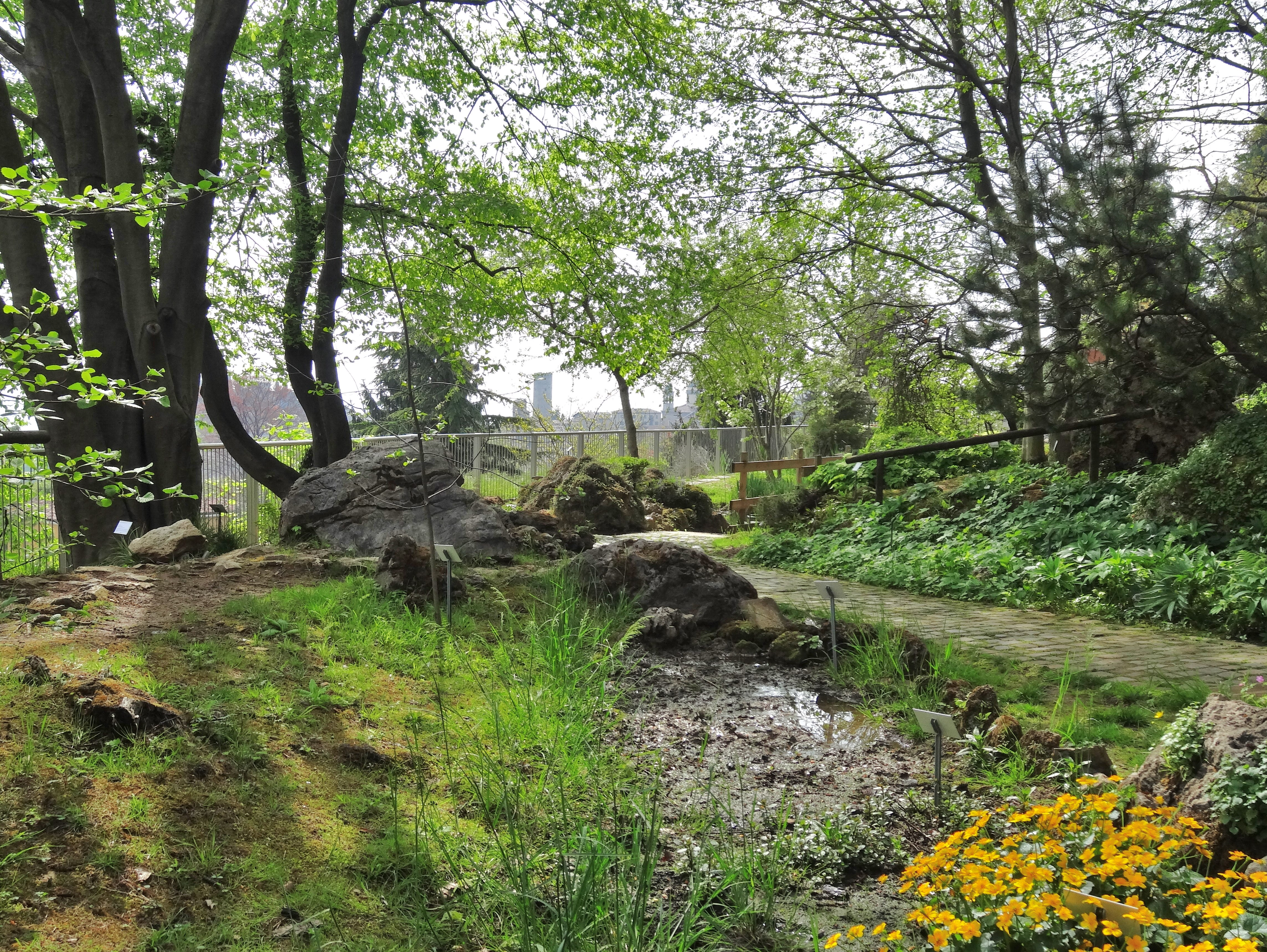
Bergamská botanická zahrada

Bergamská botanická zahrada Lorenzo Rota (italsky Orto Botanico di Bergamo "Lorenzo Rota") je název botanické zahrady ve městě Bergamo na severu Itálie. Botanická zahrada se nachází v Horním městě (it. Cittá Alta). Součástí botanické zahrady jsou živé venkovní a skleníkové sbírky, herbářové sbírky a laboratoře. Jako všechny botanické zahrady, plní i tato funkci kulturní a vzdělávací. Živé sbírky obsahují asi 1200 druhů, herbářové pak 44 000 herbářových položek. Zahrada byla založena v roce 1972. Zahrada je pojmenována po doktoru a botaniku Lorenzu Rotovi, který jako první vydal v roce 1853 Bergamskou flóru.

## Umístění a popis
Zahrada se nachází ve starém městě v Bergamu, v lokalitě nazvané Scaletta Colle Aperto, což je jeden z původních bastionů – opevňovacích prvků Horního města. Do zahrady se dá vstoupit po schodišti z ulice Via Beltrami. Zde se nachází i výstavní sál a skleníky. Herbářové sbírky a laboratoře se pak nachází v části místní Citadele při východní straně.
Samotná botanická zahrada je orientována v prudkém svahu jižním a jihovýchodním směrem. Je rozdělena na několik částí. Při vstupu člověk nejprve prochází po úzké pěšince a stoupá po schodech nahoru. Napravo má část s kulturními rostlinami a nalevo flórou Středozemí. Po vstupu do botanické zahrady pak vstupuje do části s exotickými rostlinami, na niž navazuje část s rostlinami domorodými. Zahrada se nachází na ploše 2400 m2. Jsou zde drobné pěšinky, lavičky pro odpočinutí a jezírka. Ze zahrady je též – při dobrém počasí – výhled na severní část Bergama a na Alpy. Při odchodu ze zahrady jsou umístěny skleníky a tzv. polveriera (čili skladiště prachu), která je občas využívána ke kulturním akcím.